# Mahmūd Abbās
Maḥmūd ʿAbbās, conosciuto anche con la kunya Abū Māzen (in arabo مَحْمُود عَبَّاس‎?; Safad, 26 marzo 1935), è un politico palestinese, presidente della Palestina dal 2005. Inoltre, è anche presidente dell'Organizzazione per la Liberazione della Palestina (OLP) e dell'Autorità Nazionale Palestinese (ANP).

## Biografia
È stato tra i fondatori dell'organizzazione al-Fatah ed è entrato nel Consiglio nazionale palestinese (PNC) nel 1968; nel 1981 è divenuto membro dell'Organizzazione per la Liberazione della Palestina (OLP). Ha partecipato ai colloqui di pace di Madrid del 1991 e di Oslo del 1993, in cui ha ricoperto il ruolo di coordinatore.
Nel 1996 ha assunto la carica di segretario generale del Comitato Esecutivo dell'OLP. Nel 2003 è divenuto primo ministro, carica questa mantenuta per poco tempo, a causa di frequenti contrasti con i gruppi più radicali e con lo stesso Yasser Arafat. Dopo la sua morte nel 2004 gli è succeduto alla guida dell'OLP.
Padre di tre figli, Māzen (morto a 42 anni per infarto), Yāser e Ṭāreq, deve il nome con cui è maggiormente noto (Abū Māzen) al suo primogenito. La sua kunya infatti letteralmente significa Padre di Māzen.
Dal 27 aprile 2013 è cittadino onorario di Napoli, e dal 28 dello stesso mese anche di Pompei. L'8 giugno 2014, tre giorni dopo l'annuncio di Benjamin Netanyahu del progetto di costruzione di 1.100 abitazioni nelle colonie in Cisgiordania e di altre 400 in quelle di Gerusalemme Est, Mazen si incontra con papa Francesco, il patriarca ortodosso Bartolomeo e Shimon Peres nei giardini del Vaticano per una giornata di preghiera ecumenica per la pace.
Il 29 novembre 2016 è stato rieletto per acclamazione presidente di al-Fatah dalla conferenza dell'organizzazione.
Dopo un'ulteriore proposta del governo di Benjamin Netanyahu nello Stato d'Israele, ciò assieme al presidente degli Stati Uniti d'America Donald Trump, il 28 gennaio 2020 dichiara:

### Presidenza dell'ANP
Il 15 gennaio 2005 è stato eletto alla presidenza dell'Autorità Nazionale Palestinese, carica precedentemente ricoperta fino alla morte dal leader palestinese Yasser Arafat e poi ad interim, per breve tempo, da Rawhi Fattuh. 
Dopo la guerra civile a Gaza del 2007 ha perso il controllo di fatto della striscia di Gaza, ed
ʿAbd al-ʿAzīz Duwayk è di fatto riconosciuto presidente dal governo Hāniyeh.
Pur essendo il mandato presidenziale di ʿAbbās scaduto il 15 gennaio 2009, egli è ancora in carica, poiché ha prorogato unilateralmente la durata del suo mandato al 15 gennaio 2010, in base ad una clausola costituzionale, e poi è rimasto al suo posto alla scadenza di tale proroga.
Da allora ʿAbbās è riconosciuto dal governo Fayyād, dall'ONU e da tutti gli Stati che riconoscono l'indipendenza palestinese. Al 31 luglio 2024, 147 dei 193 stati membri delle Nazioni Unite hanno riconosciuto lo Stato della Palestina.

## Dichiarazioni sull'Olocausto
Abū Māzen è stato accusato talvolta di sminuire la Shoah. Nella sua tesi di dottorato in storia svolta presso il Collegio Orientale di Mosca nel 1982 e intitolata "La connessione tra nazismo e sionismo, 1933-1945" Abū Māzen afferma:

«Sembra che il movimento sionista sia interessato ad aumentare le stime dei morti a causa dell'Olocausto per averne un maggiore tornaconto. Questo li ha portati ad enfatizzare questa stima [sei milioni] per conquistare la solidarietà dell'opinione pubblica internazionale. Molti studiosi hanno analizzato tale stima ed hanno raggiunto conclusioni sorprendenti, fissando il numero di vittime a poche centinaia di migliaia.»

La tesi, pubblicata nel 1984 in arabo ad Amman in Giordania dall'editrice "Dār Ibn Rushd", è stata criticata da numerose organizzazioni ebraiche come esempio di negazionismo dell'Olocausto. Nel maggio 2003, in una intervista ad Haaretz, ʿAbbās ha precisato:

«Ho scritto nel dettaglio dell'Olocausto ed ho detto di non voler discutere dei numeri. Ho riportato una tesi comune tra gli storici, tra i quali esistono alcuni che parlano di 12 milioni di vittime, altri di 800.000. Non desidero discutere delle stime. L'Olocausto è stato un crimine terribile ed imperdonabile contro la nazione ebraica, un crimine contro l'umanità che non può essere accettato da qualsiasi essere umano. L'Olocausto è stata una cosa terribile e nessuno può metterla in discussione o negarla.»

Nel 2014 Abū Māzen è ritornato sul tema, durante la celebrazione israeliana dello Yom HaShoah, affermando, in una dichiarazione pubblicata dall'agenzia Wafa come "messaggio speciale al popolo ebraico", che "lo sterminio degli ebrei durante l'Olocausto è il più odioso crimine contro l'umanità avvenuto nell'era moderna" e che è giusto "combattere il razzismo". Si è trattato della prima volta in cui un leader arabo e palestinese ha usato in pubblico parole così importanti, dato che l'Olocausto è considerato un tabù storico-politico da gran parte del mondo islamico.